# Pierdavide Carone
Pierdavide Carone (Roma, 30 giugno 1988) è un cantautore italiano, giunto al successo nel 2010 in seguito alla partecipazione alla nona edizione del talent show Amici di Maria De Filippi, nella quale si è classificato terzo ed ha vinto il premio della critica. Ha anche partecipato al Festival di Sanremo 2012 insieme a Lucio Dalla, classificandosi al quinto posto. Nel 2025 vince la terza edizione del programma Ora o mai più, condotto da Marco Liorni su Rai 1 e nello stesso anno vince il premio della critica per la miglior canzone alla prima edizione del San Marino Song Contest.

## Biografia

### Gli inizi
Cresciuto a Palagianello, in provincia di Taranto, si avvicina presto al mondo della musica, suonando nella rock band Whiskey & Cedro a quattordici anni e, poco prima dell'ingresso ad Amici, nei Terraròss, un gruppo di suonatori della Bassa Murgia. Nel 2007 si è diplomato presso il liceo musicale “Don Lorenzo Milani” di Acquaviva delle Fonti.

### Amici di Maria De Filippie il primo albumUna canzone pop
Nel 2009, fortemente voluto da Grazia Di Michele, entra a far parte della nona edizione di Amici di Maria De Filippi, nell'ambito della quale si piazza in terza posizione e riceve il premio della critica giornalistica. Durante il programma si fidanza con la ballerina Grazia Striano, con la quale ha convissuto a Roma, ma dopo qualche anno la relazione tra i due è terminata. In contemporanea alla sua partecipazione al talent scrive il libro I sogni fanno rima. Il primo diario di Amici e scrive il brano Per tutte le volte che…, con cui Valerio Scanu trionfa al Festival di Sanremo 2010. Nel corso del programma incide anche i singoli La ballata dell'ospedale, Jenny e Superstar inseriti nelle compilation legate al programma, Sfida e 9 e presenti anche nel suo primo album.
Il 30 marzo 2010 esce infatti l'album di debutto Una canzone pop che entra al primo posto nella classifica FIMI. L'album è stato anticipato dal singolo Di notte, che ha debuttato alla prima posizione della classifica FIMI. In questo periodo viene pubblicato anche il singolo "Cellule (Per rinascere basta un attimo)" cantato con gli altri concorrenti di Amici 9.
Presente ai Wind Music Awards 2010 viene premiato per l'album di debutto come multiplatino. Successivamente viene estratto il brano Mi piaci… ma non troppo come secondo singolo.. Nel 2010 prende parte anche ad O' Scià, festival di musica leggera italiana, ideato dal cantautore Claudio Baglioni, svoltosi sull'isola di Lampedusa.

### Il secondo albumDistrattamente
Il 29 ottobre 2010 è stato pubblicato il singolo La prima volta, brano che ha anticipato la pubblicazione dell'album Distrattamente, uscito il 23 novembre e il disco ha ottenuto la tredicesima posizione in FIMI. Scrive inoltre il brano Ti vorrei, su invito di Maria De Filippi, la quale voleva una nuova sigla per la fase pomeridiana di Amici; il brano diviene quindi la sigla della nuova edizione, quella del 2010-2011. Nel febbraio 2011 il cantante riceve una nomination ai TRL Awards 2011 nella categoria Best Talent Show Artist, senza però vincere. Il 4 marzo viene pubblicato il secondo singolo dall'album: Dammela... la mano.
Il 28 giugno 2011 Sony Music pubblica Dalla parte di Rino, un album tributo a Rino Gaetano in cui Carone interpreta Berta filava. Durante l'estate ha fatto da apri concerto a Franco Battiato. Il 16 settembre viene pubblicato in anteprima su Video Mediaset il videoclip di Volo a Rio, singolo apripista, entrato nell'airplay radiofonico lo stesso giorno, dell'album Rio, pubblicato il 27 settembre.

### Sanremo 2012, il ritorno adAmicie il terzo albumNanì e altri racconti
Il 15 gennaio 2012 viene annunciata la sua partecipazione al 62º Festival di Sanremo in coppia con Lucio Dalla con il brano Nanì. Contemporaneamente al Festival esce il suo terzo album, Nanì e altri racconti prodotto da Lucio Dalla, quest'ultimo scomparso, a causa di un infarto, 12 giorni dopo il Festival di Sanremo. In quell'occasione i due si posizionarono al quinto posto. Il 6 aprile 2012 viene pubblicato il nuovo singolo Basta così, presentato in anteprima nel serale di '"Amici.
A partire dal 31 marzo 2012 partecipa ad un circuito, definito big, dedicato ad alcuni ex concorrenti delle edizioni precedenti, nel serale dell'undicesima edizione del programma Amici di Maria De Filippi. Il cantante viene eliminato il 12 maggio, in una sfida contro Emma. Il 17 maggio viene pubblicato il terzo singolo, Tra il male e Dio.
Nell'estate del 2012, Pierdavide incide Sulle ali del mondo, creata come sigla per il cartone Le nuove avventure di Peter Pan.

### Eventi recenti
A tre anni di distanza dal suo ultimo disco, pubblicato a febbraio del 2012, Pierdavide torna sulle scene con un nuovo singolo, dal titolo Il filo. Il 10 giugno 2016 è stato pubblicato il brano Sole per sempre.
Il 22 dicembre 2018 ha pubblicato il singolo Caramelle, in collaborazione con i Dear Jack, raggiungendo consensi di pubblico e critica.
Il 22 maggio 2020, dopo una temporanea assenza dalle scene a causa di un tumore trattato e sconfitto con un intervento e un ciclo di chemioterapia, esce il singolo Forza e coraggio!. Parte dei proventi del singolo verranno destinati all'ospedale Humanitas di Rozzano in gesto di gratitudine per l’aiuto ricevuto durante la sua malattia e proprio per la ricerca, la diagnosi e la cura contro il COVID-19.
Il 28 aprile 2021 viene pubblicato il singolo Buonanotte, che anticipa l'album Casa, uscito il 28 maggio successivo. Il 15 ottobre 2021 viene pubblicato il secondo singolo Malgrado le apparenze.
Nell'aprile 2023 Carone si candida in qualità di consigliere comunale per la lista "Palagianello bene comune" con Vetrano sindaco. Il 30 novembre 2023 partecipa in featuring al brano Ci credi ancora di Vincenzo Capua.
Dall'11 gennaio 2025 partecipa e vince come concorrente alla terza edizione del programma Ora o mai più, condotto da Marco Liorni su Rai 1  dove per l'occasione presenta il singolo Non ce l'ho con te, e l'8 marzo dello stesso anno partecipa alla prima edizione del San Marino Song Contest, classificandosi 11° con il brano Mi vuoi sposare?, vincendo il Premio della critica per la miglior canzone.

## Riconoscimenti
2010
- Premio della critica giornalistica ad Amici di Maria De Filippi
- Wind Music Awards multiplatino per l'album Una canzone pop[21]
- Premio della critica "Musica & Dischi" come Miglior opera prima per Una canzone pop[22]
- Premio della critica per la miglior canzone per il brano Mi vuoi sposare? al San Marino Song Contest 2025

2011
- Premio Internazionale "Crisalide Città di Valentino"[23][24]

### Nomination
2011
- Nomination ai TRL Awards come Best Talent Show Artist

## Discografia

### Album in studio
- 2010 – Una canzone pop
- 2010 – Distrattamente
- 2012 – Nanì e altri racconti
- 2021 – Casa
- 2024 – Carone

## Tournée
- Un tour pop (2010)
- Distrattamente Tour (2011)
- Nanì e altri racconti Tour (2012)
- Sulle ali del mondo in tour (2013)
- #PierdavideCaroneTour2016 (2016)

## Programmi televisivi
- Amici di Maria De Filippi (Canale 5, Real Time, 2009-2010, 2012) - concorrente
- Top of the Pops (Rai 2, 2010) - ospite
- Wind Music Award (Italia 1, 2010) - ospite
- Festival di Sanremo (Rai 1, 2012) - concorrente in coppia con Lucio Dalla
- 4 marzo Lucio Dalla (Rai 1, 2013) - ospite cantando il brano Se io fossi un angelo di Lucio Dalla
- Ora o mai più (Rai 1, 2025) - concorrente, vincitore
- San Marino Song Contest (San Marino RTV, 2025) concorrente

## Autore
2010
- I sogni fanno rima. Il primo diario di Amici (Libro edito da Mondadori)[25]
- Per tutte le volte che..., interpretata da Valerio Scanu (vincitore del Festival di Sanremo 2010)
- Ti vorrei, sigla della decima edizione del talent show Amici di Maria De Filippi
- Resta qua, ninna nanna dedicata a Giorgia Pagano

2011
- Guardando verso il mare, interpretata da Matteo Macchioni
- Lei non lo fa, interpretata da Simone Frulio
- Volo a Rio per l'album Rio (dedicato all'omonimo film)

2012
- Sulle ali del mondo, sigla per il cartone animato Le nuove avventure di Peter Pan
- Percorsi della Lab - Compagnia di danza di Francesca Cipriani (musiche per lo spettacolo)
- Notte di luglio, interpretata da Manuel Aspidi

2018
- Inciampando dentro un'anima, interpretata da Valerio Scanu